# こどもマンガ劇場
『こどもマンガ劇場』（こどもマンガげきじょう）は、1969年10月から1978年9月までフジテレビ（関東ローカル）の平日18:00 - 18:30に設置されたテレビアニメ（または特撮テレビドラマ）の再放送枠である。
なお1975年10月からは『こども映画劇場』（こどもえいがげきじょう）と改題した。

## 概要
在京局の平日18時台は、それまで各局とも箱番組体制だったが、1969年4月に日本テレビが18時に帯再放送枠を設置したところ好評だったので、フジテレビも平日18時台前半枠を箱体制から帯再放送枠に変更し、アニメや特撮の再放送を開始した。番組はほとんどがフジテレビ制作作品だったが、時によってTBS作品を放送することもあった。そして1970年に再放送した『ウルトラマン』や『マグマ大使』はいずれも好評となり、特撮人気が再燃するきっかけになった。
1970年の『ウルトラマン』再放送時は、まだTBSに著作権が残っていたため、代わりにフジテレビ制作の『マイティジャック』シリーズがTBSで再放送された（製作元はいずれも円谷プロダクション）。
なお1976年4月からは、金曜日に『新・名犬ラッシー』（フジテレビ版）を再放送するため、月 - 木の帯に短縮したが、1977年3月に『ラッシー』が終了すると、再び月 - 金に戻した。
1978年9月の『ウルトラマン』再放送をもって、全国ニュース枠『FNNニュースレポート6:00』設置のため終了。これに伴い再放送枠は、平日16:30に移動した。

## 放送作品一覧
- ゲゲゲの鬼太郎（第1作・第2作）
- 鉄人28号（第1作）
- ハリスの旋風
- 妖怪人間ベム（アニメ版）
- ウルトラマン（TBS制作）
- マグマ大使
- ウルトラQ（TBS制作）
- 紅三四郎
- 仮面の忍者 赤影（特撮版・関西テレビ制作）
- スーパージェッター
- ハクション大魔王
- ムーミン（第1作・第2作）
- あしたのジョー
- スペクトルマン
- アタックNo.1（アニメ版）
- 昆虫物語 みなしごハッチ（第1作）
- ハゼドン
- いなかっぺ大将
- 国松さまのお通りだい
- 快傑ライオン丸
- ミラーマン
- 山ねずみロッキーチャック
- ドロロンえん魔くん
- 赤胴鈴之助（アニメ版）
- アルプスの少女ハイジ
- 新造人間キャシャーン
- 科学忍者隊ガッチャマン
- マジンガーZ
- グレートマジンガー
- ゲッターロボ
- ゲッターロボG
- UFOロボ グレンダイザー